# Municipio de Banner (condado de Saline)
El municipio de Banner (en inglés: Banner Township) es un municipio ubicado en el condado de Saline en el estado estadounidense de Arkansas. En el año 2010 tenía una población de 6790 habitantes y una densidad poblacional de 63,71 personas por km².

## Geografía
El municipio de Banner se encuentra ubicado en las coordenadas 34°32′32″N 92°17′36″O / 34.54222, -92.29333. Según la Oficina del Censo de los Estados Unidos, el municipio tiene una superficie total de 106.58 km², de la cual 104,31 km² corresponden a tierra firme y (2,13 %) 2,27 km² es agua.

## Demografía
Según el censo de 2010, había 6790 personas residiendo en el municipio de Banner. La densidad de población era de 63,71 hab./km². De los 6790 habitantes, el municipio de Banner estaba compuesto por el 92,43 % blancos, el 2,55 % eran afroamericanos, el 0,65 % eran amerindios, el 1,69 % eran asiáticos, el 1,13 % eran de otras razas y el 1,55 % eran de una mezcla de razas. Del total de la población el 2,33 % eran hispanos o latinos de cualquier raza.